# Борнос
Борнос (ісп. Bornos) — муніципалітет в Іспанії, у складі автономної спільноти Андалусія, у провінції Кадіс. Населення — 8109 осіб (2010).
Муніципалітет розташований на відстані близько 440 км на південний захід від Мадрида, 60 км на північний схід від Кадіса.
На території муніципалітету розташовані такі населені пункти: (дані про населення за 2010 рік)
- Борнос: 7050 осіб
- Кото-де-Борнос: 1059 осіб

## Демографія
Динаміка населення (INE ):

## Галерея зображень

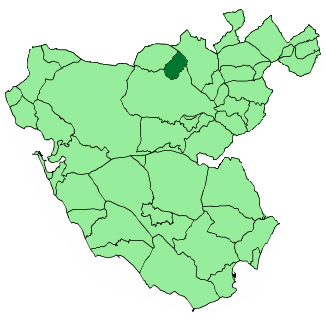
Розташування муніципалітету у провінції Кадіс
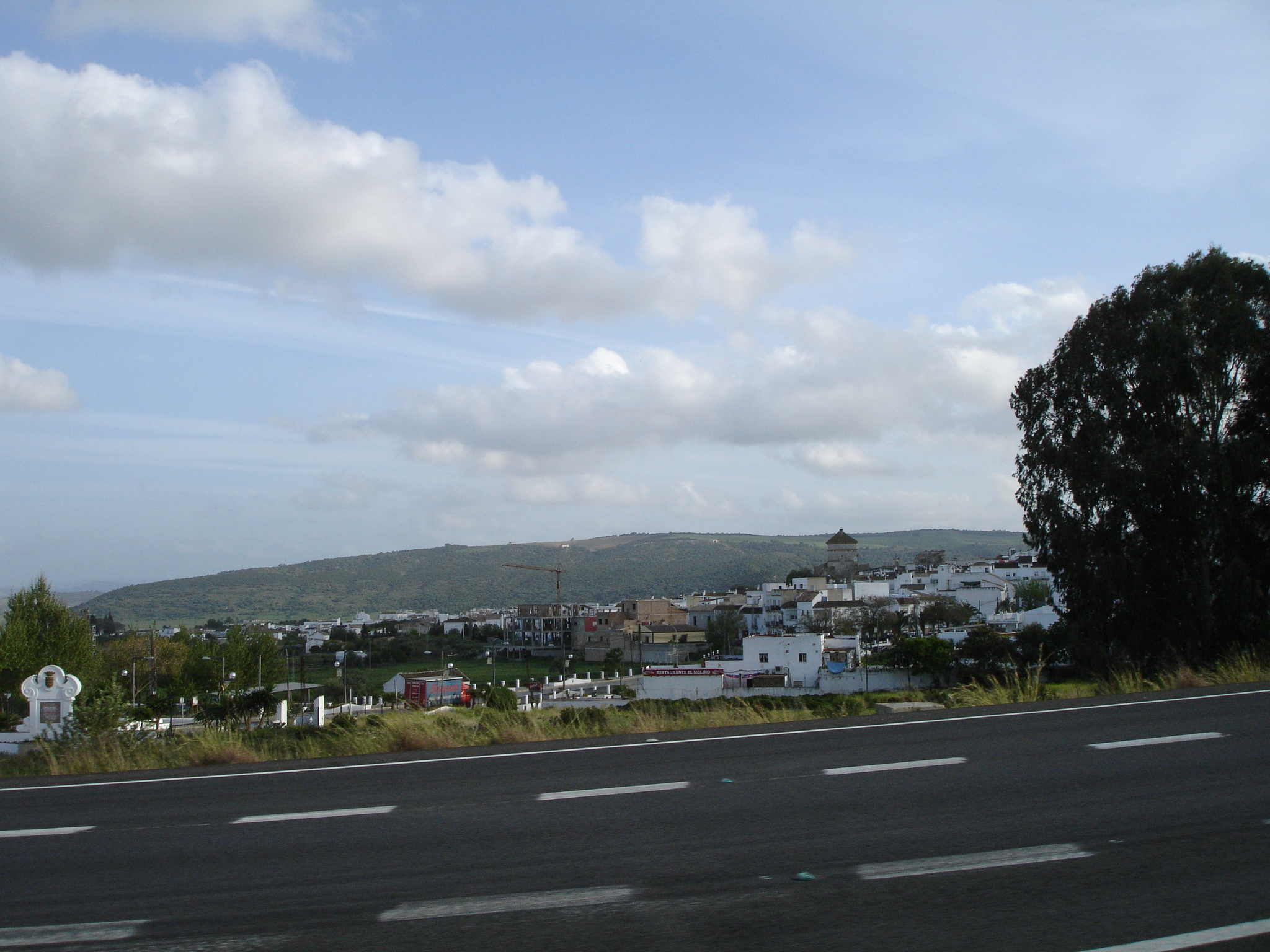
Борнос
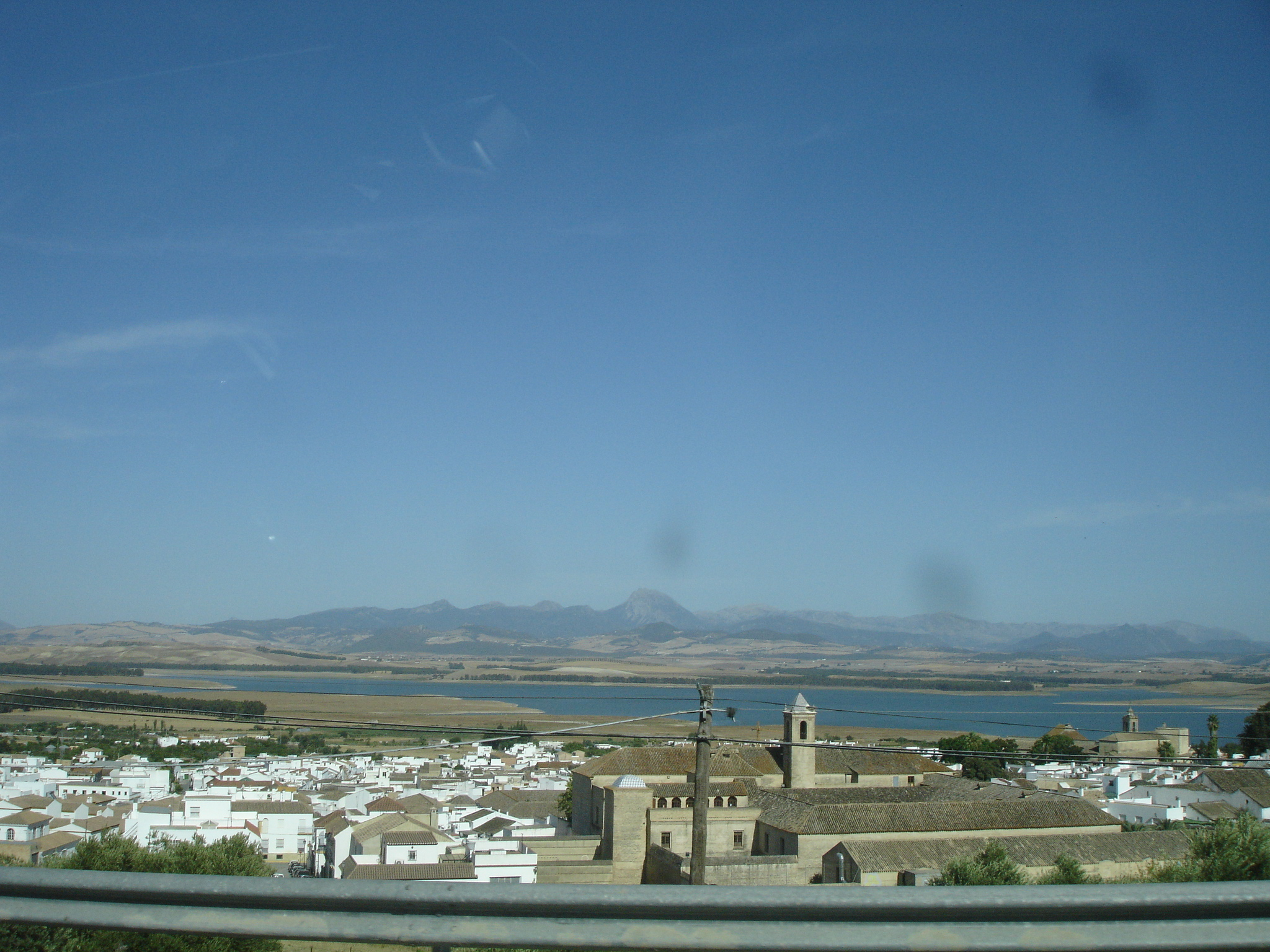
Борнос